# 가라스텐구

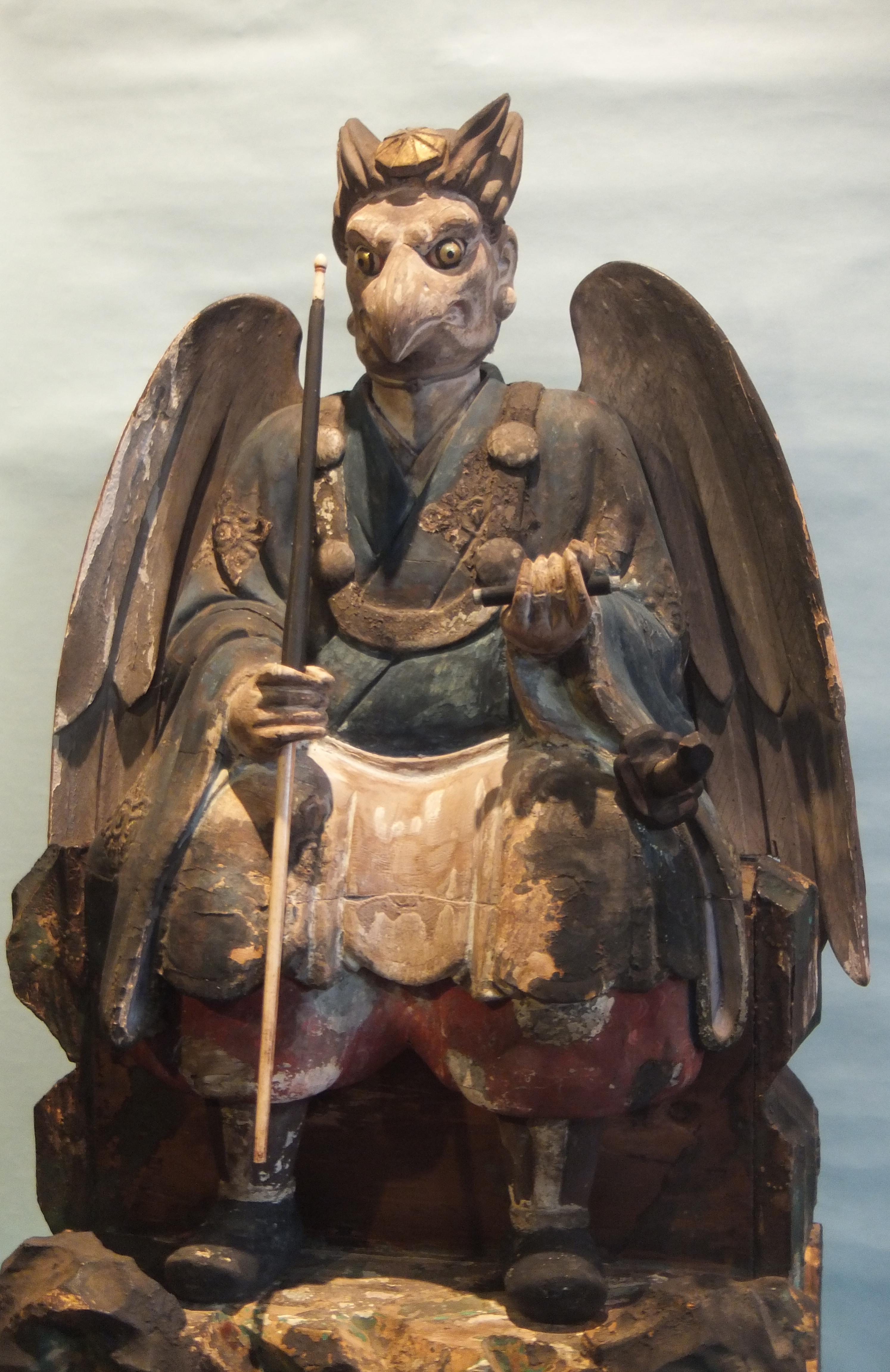

가라스텐구(일본어: 烏天狗, 鴉天狗  からすてんぐ 카라스덴구[*])는 일본에 전해 내려오는 상상의 동물 요괴이다. 까마귀처럼 부리가 달린 얼굴에 검은 날개를 가져 자유롭게 하늘을 날아다니며, 야마부시 복장을 입는다고 전해진다. 쇼텐구, 아오텐구라 불리기도 한다.

## 개요
검술에 뛰어나며, 구라마 산의 가라스텐구는 미나모토노 요시쓰네가 어렸을 때 검술을 가르쳤다고도 한다. 또한 신통력도 뛰어나 수도까지 그 이름을 떨쳤다고도 한다. 그 모델은 오텐구와 마찬가지로, 야마부시나 수도승 등 산에 거주하며 도를 닦는 사람이라는 설이나, 산악민족이라는 설이 있으며, 이렇게 산에 사는 사람들이 자연의 위력이나 산적·도적에 대한 공포 등등이 합해지면서 그것을 가라스텐구라고 여긴 것으로 보인다. 당초 텐구는 이 가라스텐구를 가리키는 것이며 코가 큰 텐구는 가라스텐구보다 나중에 나타난 것이다.
인도 신화의 가루다의 혈통을 이었다고도 한다.
와카야마현 고보시에서는 가라스텐구로 보이는 미이라가 감실에 보존되어 있다. 에도 시대부터 메이지 시대에 걸쳐 수도승들이 이것을 메고 전국을 돌아다니며 부처님의 말씀을 전하였다고도 한다.
미야자키현 아야정에서는 '여름에는 강의 갓파, 겨울에는 산의 가라스텐구'라는 말이 있다. 여름에는 갓파(=익사)를, 겨울에는 가라스텐구(=조난)을 조심하라는 뜻이다.
가라스텐구에 대한 여러 가지 이야기가 있는데, 가라스텐구는 여름 전에는 강을 향해, 겨울 전에는 산을 향해 집 옆 도랑을 "효이~효이~"하며 지나갔다고 한다. 그 소리를 들은 집에서는 "절대 보면 안 된다"며 정체를 알고 싶어 하는 아이들을 타일렀고, 어느 마을에서 그 모습을 본 사람이 말하길 얼굴에 매우 큰 부리가 달려 있어 도저히 이 세상 사람으로 보이지 않는 무서운 모습이었다고 한다. 또한 나무꾼들은 가라스텐구가 장난을 좋아한다고 말했다고 한다. 나무를 자르러 산에 들어가기 전에 "나무가 쓰러진다!" 하는 소리가 들린 뒤 쿵하고 나무가 쓰러지는 소리가 났다. 이상하게 여기고 소리가 난 곳으로 가보면 나무가 쓰러진 흔적은 전혀 없었다고 한다. 어떤 이야기든지 쇼와 30년대 중반까지 돌았던 이야기 이고, 그 뒤로 그러한 소문은 없다. 사냥꾼들 말로는 최근에 무엇 때문에 겁을 먹었는지, 그때까지 잡았던 사냥감이 산에서 한 마리도 남지 않고 사라졌다는 신기한 이야기도 있다고 한다.